# نيك غريمشاو
نيك غريمشاو (بالإنجليزية: Nick Grimshaw)‏ هو مقدم تلفزيوني بريطاني، ولد في 14 أغسطس 1984 في مانشستر في المملكة المتحدة.

## وصلات خارجية
- نيك غريمشاو على موقع IMDb (الإنجليزية)
- نيك غريمشاو على موقع ميوزك برينز (الإنجليزية)
- نيك غريمشاو على موقع قاعدة بيانات الفيلم (الإنجليزية)